# 蔡斯噬菌体科
蔡斯噬菌体科（学名：Chaseviridae）为有尾噬菌体目的一科病毒。

## 下属分类
- 卡尔顿氏病毒属 Carltongylesvirus
- 弓形虫病毒属 Faunusvirus
- 黄土病毒属 Loessnervirus
- 杆状病毒属 Pahsextavirus
- 水原病毒属 Suwonvirus
- 玉山病毒属 Yushanvirus